# Gare d’Allassac
Gare d'Allassac – stacja kolejowa w Allassac, w departamencie Corrèze, w regionie Nowa Akwitania, we Francji.
Jest stacją kolejową Société nationale des chemins de fer français (SNCF), obsługiwaną przez pociągi TER Limousin.